# Jerry Wexler
Gerald „Jerry“ Wexler (* 10. Januar 1917 in New York City; † 15. August 2008 in Sarasota, Florida) war ein berühmter Rhythm-and-Blues-Produzent.

## Kindheit und Jugend
Wexler wurde als erstes Kind einer jüdischen Einwanderer-Familie in der New Yorker Bronx geboren. Sein Vater, ein Fensterputzer, war 1912 aus Polen ausgewandert und hatte später eine Deutsche geheiratet. 1936 schickte Wexlers Mutter ihren Sohn zu einer Universität in Manhattan (Kansas). Von dort aus machte der junge Wexler oft Ausflüge nach Kansas City, wo Count Basie, Big Joe Turner, Bennie Moten und andere Musiker der Swing-Ära große Popularität genossen. Diese Ausflüge halfen Wexler jedoch nicht, mehr Leistungen an der Uni zu vollbringen, sodass seine Mutter ihn schließlich zurück nach New York holte, wo er von nun an seinem Vater beim Fensterputzen half.
Außerdem lernte Wexler das New Yorker Nachtleben kennen. Schon bald war er Stammgast im Apollo, wo er unter anderem Ella Fitzgerald kennenlernte und sich mit Milt Gabler anfreundete. Gabler lenkte Wexlers Aufmerksamkeit erstmals auf schwarze Musikgruppen wie The Rhythmakers und The New Orleans Rhythm Kings. Im Jahr 1947 bekam Wexler dann seinen ersten Job in der Musikindustrie bei BMI. Als er von einer schweren Lungenentzündung heimgesucht wurde, verlor er diesen jedoch wieder. Ein Freund schickte ihn daraufhin 1949 zu Joe Carlton, dem Herausgeber des Billboard-Magazins. Wexler begann als Journalist für Billboard, wo er im Juni 1949 den Ausdruck „Rhythm and Blues“ prägte und viele einflussreiche Leute der Musikindustrie kennenlernte, darunter Herb Abramson und Ahmet Ertegün von den damals noch unbedeutenden Atlantic Records.
Im Februar 1949 war er beim Magazin zum Partner des Musikherausgebers Paul Ackerman aufgestiegen, ab Juni 1949 benannte Billboard seine „Race Music-Charts“ in Rhythm & Blues-Charts um. Von November 1951 bis zum Ende Mai 1953 war er beim Musikverlag Robbins - Feist - Miller tätig.

## Atlantic Records und Stax Records
Nachdem Wexler seinen Job bei Billboard aufgegeben hatte, bekam er von Ertegün und Abramson eine Stelle als Editionsleiter von Atlantic angeboten, die er im Juni 1953 annahm. Als Abramson ein Jahr später zum Militär musste, wurde Wexler neben Ertegün Mitinhaber des Labels. In den frühen 1950ern konnte Atlantic R&B-Stars wie Ray Charles, Joe Turner, The Drifters, Ruth Brown und LaVern Baker unter Vertrag nehmen. In den späten 1950ern und frühen 1960ern nahm Atlantic mit Ivory Joe Hunter, den Coasters und Solomon Burke weitere R&B-Stars unter Vertrag, erweiterte sich durch viele Sublabels und wurde zum wichtigsten R&B-Label überhaupt.
In den 1960ern hörte Wexler dann von Stax Records, flog nach Memphis, um es in Augenschein zu nehmen, und war begeistert. Das Label besaß alles, was er für weitere Aufnahmen brauchte: ein eigenes Studio sowie eine begabte Studio-Band in Form von Booker T. & the M.G.’s. Wexler schloss daraufhin mit Stax-Chef Jim Stewart einen Vertrag, der es ihm erlaubte, Aufnahmen von Interpreten, die bei Atlantic verpflichtet waren, in den Studios von Stax zu machen. Sam & Dave waren die erste Band, die Wexler nach Memphis brachte, und auch Wilson Picketts In the Midnight Hour entstand 1965 auf diese Weise. Doch 1966 erkannte Stewart den Profit, den Wexler machte, während er selbst recht schlecht dabei wegkam, und beendete die Zusammenarbeit.
Wexler fand mit den FAME Studios von Rick Hall in Muscle Shoals (Alabama) jedoch recht bald eine neue Goldgrube. Percy Sledges When a Man Loves a Woman wurde ein voller Erfolg, ebenso weitere Aufnahmen Picketts. 1967 folgte dann I Never Loved a Man (The Way That I Love You) von Aretha Franklin, das ein Riesenhit wurde, doch kam es bei den Aufnahmen zu ernsten Streitigkeiten zwischen Hall und Franklins Ehemann Ted White. Wexler und Franklin ließen daraufhin die FAME Studios hinter sich; die Aufnahmen zu dem zur Single gehörigen Album wurden in New York beendet.

## Criteria Studios
Noch im selben Jahr verkaufte Ertegün Atlantic Records für 17,5 Mio. $. Wexler (wie auch Ertegün selbst) blieb Angestellter bei Atlantic, doch durch den plötzlichen Reichtum, brauchte er nicht mehr so viel zu arbeiten. Er zog nach Miami Beach, wo er in den Criteria Studios mit Künstlern wie Aretha Franklin, Roberta Flack und Donny Hathaway zusammenarbeitete. In den 1970ern stellte sich Atlantic mehr und mehr von R&B auf Rock um. Wexler, der mit derartiger Musik nicht vertraut war, produzierte nun vor allem Musiker der Südstaaten, wie zum Beispiel Dr. John, Duane Allman und Delaney & Bonnie. 1975 kündigte Wexler schließlich bei Atlantic.
1977 unterschrieb er dann zusammen mit Mo Ostin bei Warner Records. Durch Wexlers Mithilfe konnten unter anderem die Dire Straits und die B-52’s bei dem Label Fuß fassen. In den 1980ern arbeitete er mit den Dire Straits, Bob Dylan und Willie Nelson. 1987 wurde er in die Rock and Roll Hall of Fame aufgenommen. Auch in den 1990er Jahren setzte er seine Arbeit noch fort.
Am 15. August 2008 verstarb Jerry Wexler im Alter von 91 Jahren in Florida.